# MTV Video Music Award para Vídeo do Ano
O MTV Video Music Award para Vídeo do Ano (em inglês, MTV Video Music Award for Video of the Year) é o prêmio competitivo mais prestigioso e a última categoria apresentada durante o MTV Video Music Awards (VMA). Este prêmio foi estabelecido pela MTV, canal de televisão dos Estados Unidos, com o propósito de reconhecer os artistas responsáveis pelos melhores videoclipes. 
Na cerimônia inaugural do MTV Video Music Awards em 1984, o prêmio de Vídeo do Ano foi concedido à banda The Cars, pelo videoclipe de "You Might Think". Inicialmente, todos os vencedores eram selecionados por um painel especial de diretores de videoclipes, produtores e executivos da indústria musical. A partir da edição de 2006, os vencedores das principais categorias são determinados pelos votos dos telespectadores por meio do site da MTV, enquanto o júri é responsável por decidir as categorias técnicas.
Taylor Swift detém o recorde de mais vitórias, com um total de cinco prêmios por "Bad Blood" (2015), "You Need to Calm Down" (2019), All Too Well: The Short Film (2022), "Anti-Hero" (2023) e "Fortnight" (2024). Eminem detém o recorde de mais indicações, com oito como artista principal. Para além disso, em 2004 recebeu uma indicação como membro do grupo D12. David Lee Roth (1985), U2 (1988) e Lady Gaga (2010) são os únicos artistas a terem recebido duas indicações para Vídeo do Ano em uma única cerimônia. Dois artistas conquistaram tanto o prêmio de Vídeo do Ano quanto o prêmio honorário Michael Jackson Video Vanguard Award na mesma noite: Peter Gabriel, em 1987, e Justin Timberlake, em 2013. Swift foi a primeira artista a vencer o prêmio Vídeo do Ano por um vídeo que dirigiu, com All Too Well: The Short Film. Kendrick Lamar, Swift e Lil Nas X também venceram o prêmio por vídeos que codirigiram: Lamar por "Humble", em 2017, Swift por "You Need to Calm Down", em 2019, e Lil Nas X por "Montero (Call Me by Your Name)", em 2021.

## História
A categoria é uma das mais antigas a ser selecionada para as edições anuais da cerimónia. Na sua estreia, gerou controvérsia devido ao prémio não ter sido entregue a "Thriller", de Michael Jackson, que era o favorito para vencer o galardão. Foi "You Might Think", da banda The Cars, que recebeu a estatueta do astronauta, na primeira edição do VMA, em Nova York.

## Vencedores e indicados

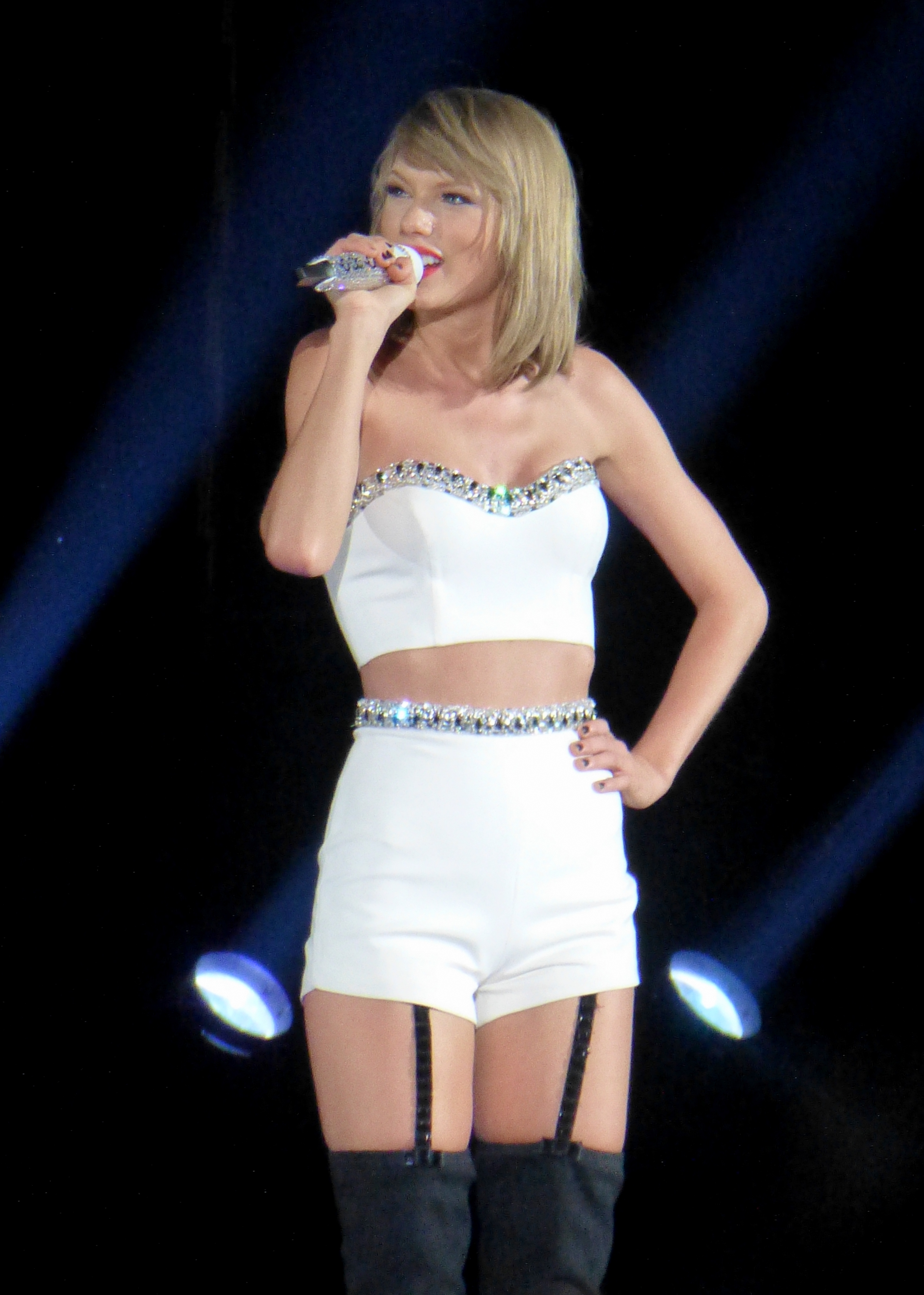
Taylor Swift é a artista mais premiada da categoria, tendo ganhado cinco vezes. Os videoclipes com que venceu foram os de "Bad Blood" (em 2015), "You Need to Calm Down" (em 2019), All Too Well: The Short Film (em 2022), "Anti-Hero" (em 2023) e "Fortnight" (em 2024). É também a única artista a vencer o prêmio em anos consecutivos (fê-lo de 2022 a 2024). Swift é ainda a artista feminina com mais nomeações enquanto artista solo e artista principal.

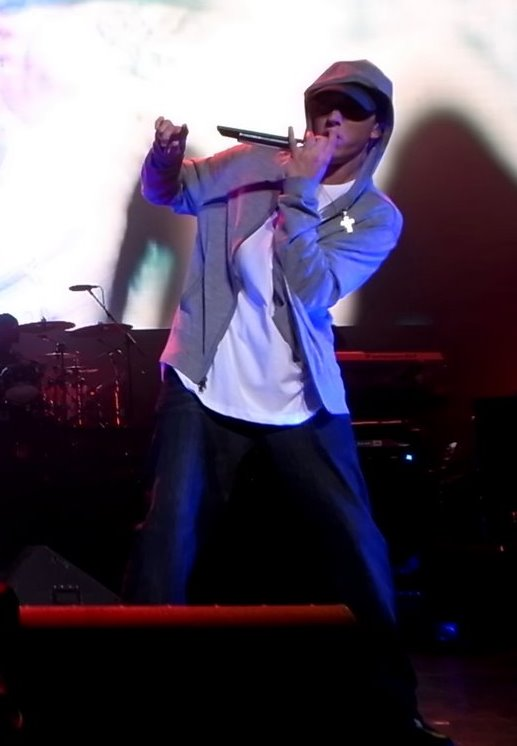
O rapper Eminem venceu dois troféus, com "The Real Slim Shady", em 2000, e "Without Me", em 2002. Com esta última vitória, Eminem se tornou o primeiro artista a vencer este VMA por mais do que uma vez. É também o artista com mais nomeações para a categoria, com nove, tendo oito sido como artista solo e uma como membro do D12.

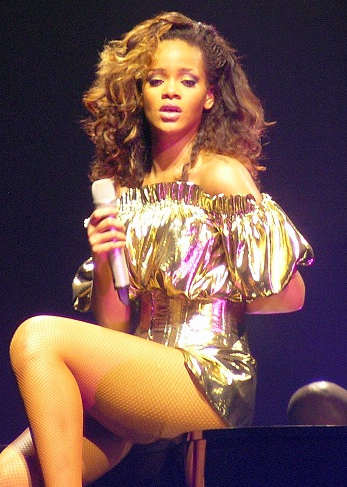
Em 2007, a cantora Rihanna se tornou a artista mais jovem a receber o prêmio - tendo 19 anos de idade na altura -, que foi para o vídeo do tema "Umbrella". Em 2012, voltou a ganhar o galardão, com "We Found Love". Foi também a primeira mulher a vencer o prêmio duas vezes.

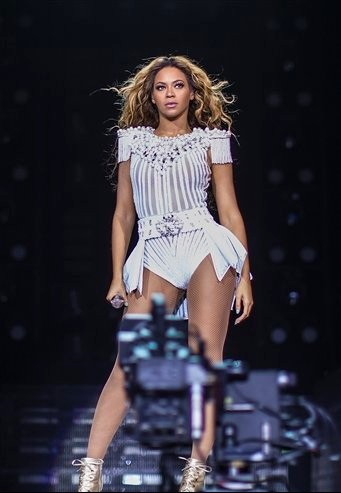
Beyoncé é, conjuntamente com Taylor Swift, a artista feminina com mais nomeações, tendo sido indicada como artista solo em 2007, 2009, 2014, 2015 e 2016, e vencendo com "Single Ladies", em 2009, e "Formation", em 2016. Em 2010, recebeu uma indicação pela sua participação em "Telephone", de Lady Gaga, e, em 2018, recebeu uma indicação como membro da dupla The Carters.

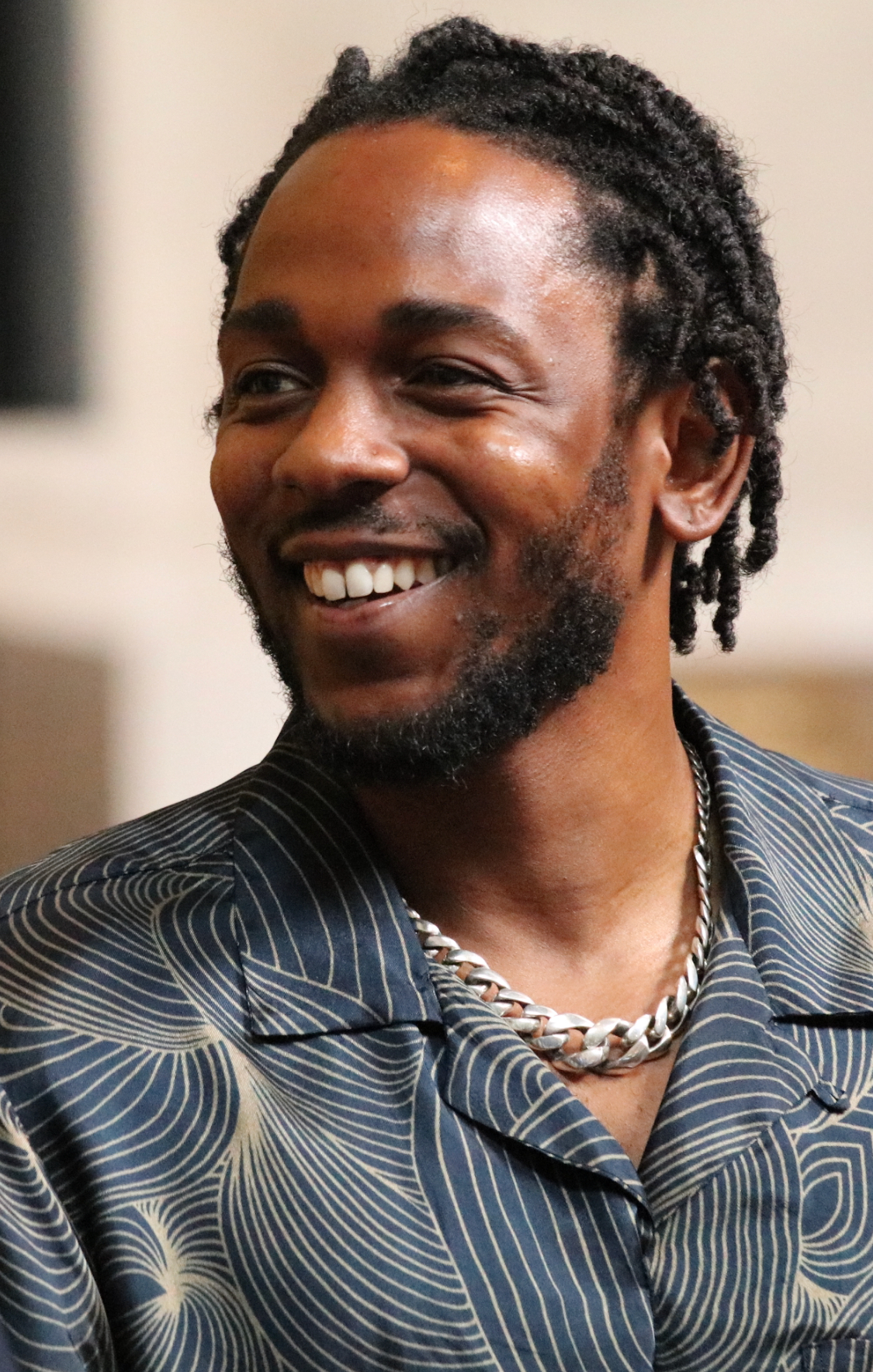
Para além de ter vencido em 2017, com o videoclipe do seu single "Humble", Kendrick Lamar participa no remix de "Bad Blood - single de Taylor Swift -, que foi galardoado com o VMA de Vídeo do Ano em 2015.

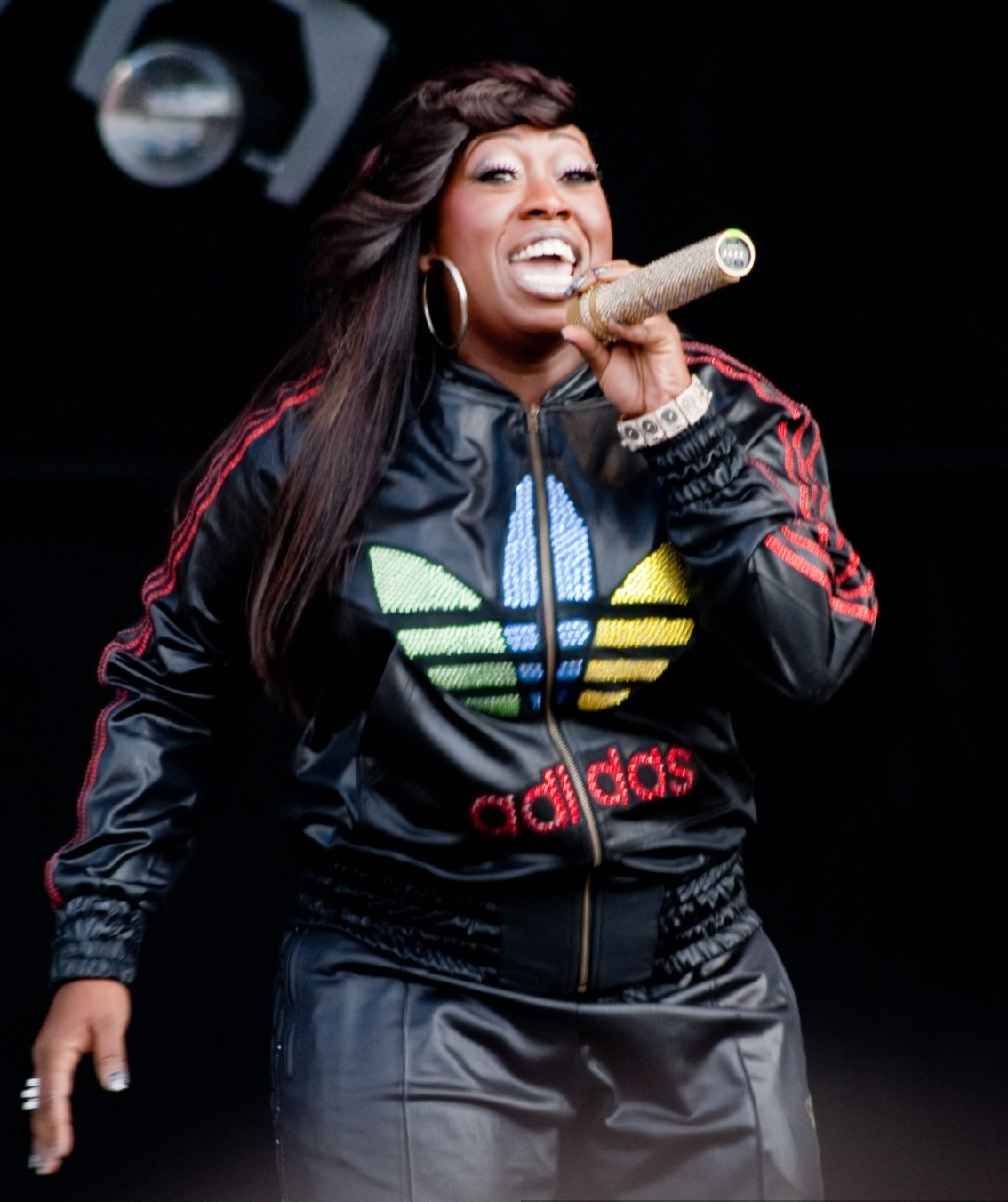
cover] de "Lady Marmalade" por parte de Christina Aguilera, Lil' Kim, Mýa e Pink, na qual Elliott tem uma curtíssima participação vocal, foi eleito como o vencedor de 2001.

Lady Gaga é a única artista feminina - e a terceira artista em geral - que foi indicada para este VMA com dois vídeos em um mesmo ano, com "Bad Romance" e "Telephone", em 2010.

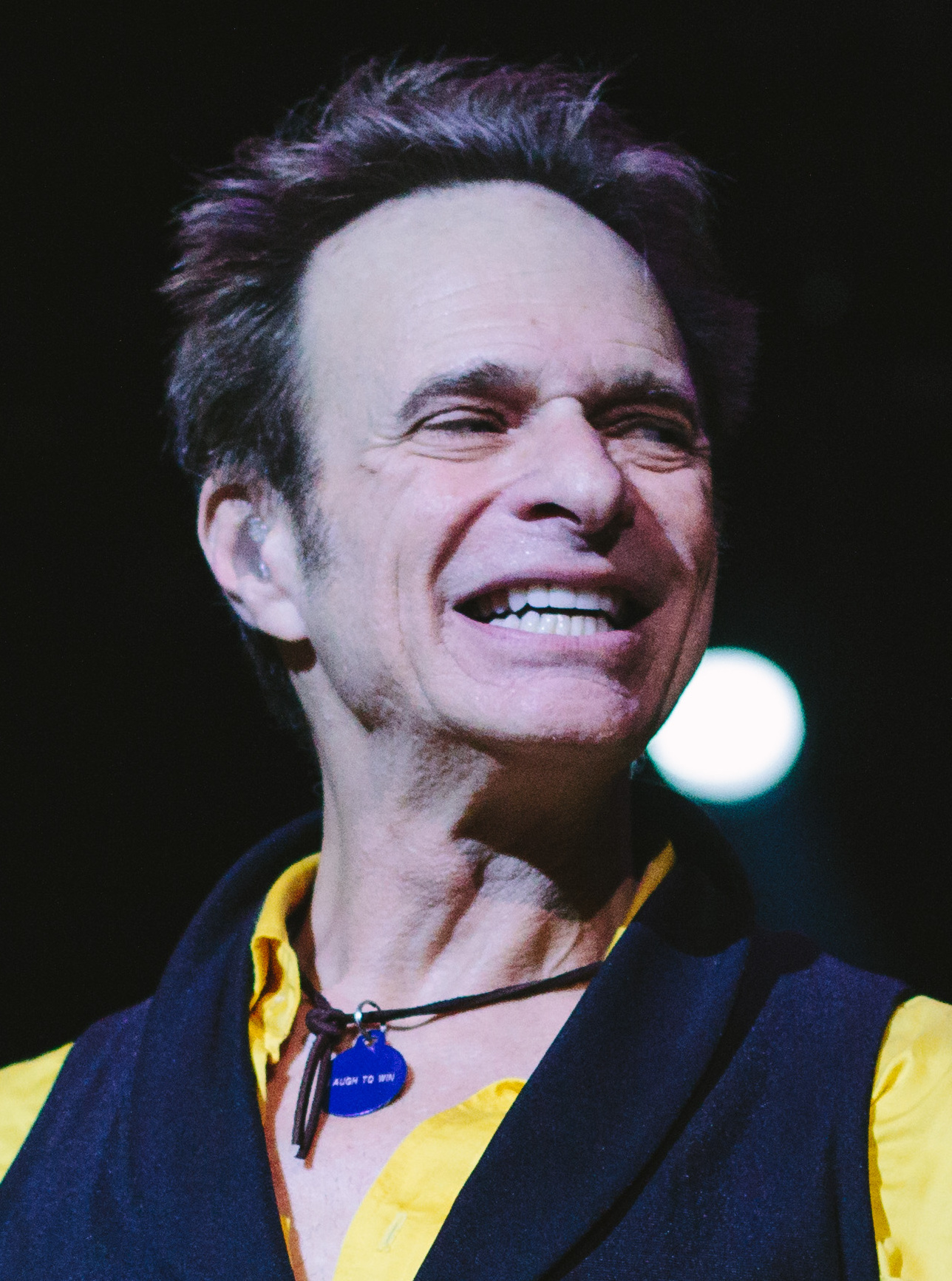
Em 1985, David Lee Roth tornou-se o primeiro artista a ter dois videoclipes nomeados para esta categoria na mesma edição do VMA.

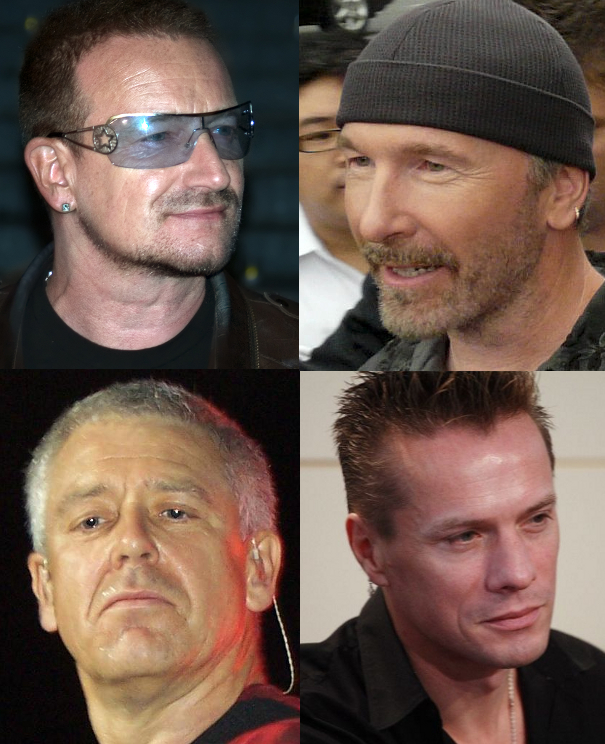
Com as indicações dos videoclipes de "I Still Haven't Found What I'm Looking For" e "Where the Streets Have No Name", ambos da banda U2, para Vídeo do Ano em 1988, esse ano marcou a segunda vez que alguém conseguiu ter dois vídeos indicados para a principal categoria do VMA na mesma edição do evento.

### Década de 1980
| Ano  | Artista(s)    | Obra                       | Nomeados | Ref.  |
| ---- | ------------- | -------------------------- | --- | ----- |
| 1984 | The Cars      | "You Might Think"          | - Herbie Hancock — "Rockit" - Michael Jackson — "Thriller" - Cyndi Lauper — "Girls Just Want to Have Fun" - The Police — "Every Breath You Take"                                                       | [ 2 ] |
| 1985 | Don Henley    | "The Boys of Summer"       | - Tom Petty and the Heartbreakers — "Don't Come Around Here No More" - David Lee Roth — "California Girls" - David Lee Roth — "Just a Gigolo/I Ain't Got Nobody" - USA for Africa — "We Are the World" | [ 3 ] |
| 1986 | Dire Straits  | "Money for Nothing"        | - a-ha — "Take on Me" - Godley & Creme — "Cry" - Robert Palmer — "Addicted to Love" - Talking Heads — "Road to Nowhere"                                                                                | [ 4 ] |
| 1987 | Peter Gabriel | "Sledgehammer"             | - Genesis — "Land of Confusion" - Paul Simon — "The Boy in the Bubble" - U2 — "With or Without You" - Steve Winwood — "Higher Love"                                                                    | [ 5 ] |
| 1988 | INXS          | "Need You Tonight/Mediate" | - George Harrison — "When We Was Fab" - Bruce Springsteen — "Tunnel of Love" - U2 — "I Still Haven't Found What I'm Looking For" - U2 — "Where the Streets Have No Name"                               | [ 6 ] |
| 1989 | Neil Young    | "This Note's for You"      | - Fine Young Cannibals — "She Drives Me Crazy" - Michael Jackson — "Leave Me Alone" - Madonna — "Like a Prayer" - Steve Winwood — "Roll with It"                                                       | [ 7 ] |

### Década de 1990
| Ano  | Artista(s)            | Obra                   | Nomeados | Ref.   |
| ---- | --------------------- | ---------------------- | --- | ------ |
| 1990 | Sinéad O'Connor       | "Nothing Compares 2 U" | - Aerosmith — "Janie's Got a Gun" - Don Henley — "The End of the Innocence" - Madonna — "Vogue" | [ 8 ]  |
| 1991 | R.E.M.                | "Losing My Religion"   | - C+C Music Factory — "Gonna Make You Sweat (Everybody Dance Now)" - Deee-Lite — "Groove Is in the Heart" - Divinyls — "I Touch Myself" - Chris Isaak — "Wicked Game (Concept)" - Queensrÿche — "Silent Lucidity"                                      | [ 9 ]  |
| 1992 | Van Halen             | "Right Now"            | - Def Leppard — "Let's Get Rocked" - Nirvana — "Smells Like Teen Spirit" - Red Hot Chili Peppers — "Under the Bridge" | [ 10 ] |
| 1993 | Pearl Jam             | "Jeremy"               | - Aerosmith — "Livin' on the Edge" - En Vogue — "Free Your Mind" - Peter Gabriel — "Digging in the Dirt" - R.E.M. — "Man on the Moon" | [ 11 ] |
| 1994 | Aerosmith             | "Cryin'"               | - Beastie Boys — "Sabotage" - Nirvana — "Heart-Shaped Box - R.E.M. — "Everybody Hurts" | [ 12 ] |
| 1995 | TLC                   | "Waterfalls"           | - Green Day — "Basket Case" - Michael Jackson and Janet Jackson — "Scream" - Weezer — "Buddy Holly" | [ 13 ] |
| 1996 | The Smashing Pumpkins | "Tonight, Tonight"     | - Bone Thugs-n-Harmony — "Tha Crossroads" - Foo Fighters — "Big Me" - Alanis Morissette — "Ironic" | [ 14 ] |
| 1997 | Jamiroquai            | "Virtual Insanity"     | - Beck — "The New Pollution" - Jewel — "You Were Meant for Me" - Nine Inch Nails — "The Perfect Drug" - No Doubt — "Don't Speak" | [ 15 ] |
| 1998 | Madonna               | "Ray of Light"         | - Brandy and Monica — "The Boy Is Mine" - Puff Daddy e the Family (com The LOX, Lil' Kim, The Notorious B.I.G. e Fuzzbubble) — "It's All About the Benjamins (rock remix)" - Will Smith — "Gettin' Jiggy wit It" - The Verve — "Bitter Sweet Symphony" | [ 16 ] |
| 1999 | Lauryn Hill           | "Doo Wop (That Thing)" | - Backstreet Boys — "I Want It That Way" - Korn — "Freak on a Leash" - Ricky Martin — "Livin' la Vida Loca" - Will Smith (com Dru Hill e Kool Moe Dee) — "Wild Wild West"                                                                              | [ 17 ] |

### Década de 2000
| Ano  | Artista(s)                               | Obra                               | Nomeados | Ref.   |
| ---- | ---------------------------------------- | ---------------------------------- | --- | ------ |
| 2000 | Eminem                                   | "The Real Slim Shady"              | - Blink-182 — "All the Small Things" - D'Angelo — "Untitled (How Does It Feel)" - 'N Sync — "Bye Bye Bye" - Red Hot Chili Peppers — "Californication"             | [ 18 ] |
| 2001 | Christina Aguilera, Lil' Kim, Mýa e Pink | "Lady Marmalade"                   | - Missy Elliott — "Get Ur Freak On" - Eminem (com Dido) — "Stan" - Fatboy Slim — "Weapon of Choice" - Janet Jackson — "All for You" - U2 — "Beautiful Day"        | [ 19 ] |
| 2002 | Eminem                                   | "Without Me"                       | - Linkin Park — "In the End" - 'N Sync — "Gone" - Nas — "One Mic" - P.O.D. — "Alive" - The White Stripes — "Fell in Love with a Girl"                             | [ 20 ] |
| 2003 | Missy Elliott                            | "Work It"                          | - 50 Cent — "In da Club" - Johnny Cash — "Hurt" - Eminem — "Lose Yourself" - Justin Timberlake — "Cry Me a River"                                                 | [ 21 ] |
| 2004 | OutKast                                  | "Hey Ya!"                          | - D12 — "My Band" - Jay-Z — "99 Problems" - Britney Spears — "Toxic" - Usher (com Ludacris & Lil Jon) — "Yeah!"                                                   | [ 22 ] |
| 2005 | Green Day                                | "Boulevard of Broken Dreams"       | - Coldplay – "Speed of Sound" - Gwen Stefani – "Hollaback Girl" - Kanye West – "Jesus Walks" - Snoop Dogg (com Pharrell) – "Drop It Like It's Hot"                | [ 23 ] |
| 2006 | Panic! at the Disco                      | "I Write Sins Not Tragedies"       | - Christina Aguilera – "Ain't No Other Man" - Madonna – "Hung Up" - Red Hot Chili Peppers – "Dani California" - Shakira (com Wyclef Jean) – "Hips Don't Lie"      | [ 24 ] |
| 2007 | Rihanna (com Jay-Z)                      | "Umbrella"                         | - Amy Winehouse – "Rehab" - Beyoncé – "Irreplaceable" - Justice – "D.A.N.C.E." - Justin Timberlake – "What Goes Around... Comes Around" - Kanye West – "Stronger" | [ 25 ] |
| 2008 | Britney Spears                           | "Piece of Me"                      | - Chris Brown – "Forever" - Jonas Brothers – "Burnin' Up" - Pussycat Dolls – "When I Grow Up" - The Ting Tings – "Shut Up and Let Me Go"                          | [ 26 ] |
| 2009 | Beyoncé                                  | "Single Ladies (Put a Ring on It)" | - Britney Spears – "Womanizer" - Eminem – "We Made You" - Kanye West – "Love Lockdown" - Lady Gaga – "Poker Face"                                                 | [ 27 ] |

### Década de 2010
| Ano  | Artista(s)                        | Obra                    | Nomeados | Ref.          |
| ---- | --------------------------------- | ----------------------- | --- | ------------- |
| 2010 | Lady Gaga                         | "Bad Romance"           | - B.o.B (com Hayley Williams) – "Airplanes" - Eminem – "Not Afraid" - Florence and the Machine – "Dog Days Are Over" - Lady Gaga (com Beyoncé) – "Telephone" - 30 Seconds to Mars – "Kings and Queens" | [ 28 ]        |
| 2011 | Katy Perry                        | "Firework"              | - Adele – "Rolling in the Deep" - Beastie Boys – "Make Some Noise" - Bruno Mars – "Grenade" - Tyler, the Creator – "Yonkers"                                                                           | [ 29 ]        |
| 2012 | Rihanna (com Calvin Harris)       | "We Found Love"         | - Drake (com Rihanna) – "Take Care" - Gotye (com Kimbra) – "Somebody That I Used to Know" - Katy Perry – "Wide Awake" - M.I.A. – "Bad Girls"                                                           | [ 30 ] [ 31 ] |
| 2013 | Justin Timberlake                 | "Mirrors"               | - Bruno Mars – "Locked Out of Heaven" - Macklemore & Ryan Lewis (com Wanz) – "Thrift Shop" - Robin Thicke (com T.I. e Pharrell) – "Blurred Lines" - Taylor Swift – "I Knew You Were Trouble"           | [ 32 ] [ 33 ] |
| 2014 | Miley Cyrus                       | "Wrecking Ball"         | - Beyoncé (com Jay Z) – "Drunk in Love" - Iggy Azalea (com Charli XCX) – "Fancy" - Pharrell Williams – "Happy" - Sia – "Chandelier"                                                                    | [ 34 ] [ 35 ] |
| 2015 | Taylor Swift (com Kendrick Lamar) | "Bad Blood"             | - Beyoncé – "7/11" - Ed Sheeran – "Thinking Out Loud" - Kendrick Lamar – "Alright" - Mark Ronson (com Bruno Mars) – "Uptown Funk"                                                                      | [ 36 ] [ 37 ] |
| 2016 | Beyoncé                           | "Formation"             | - Adele – "Hello" - Drake – "Hotline Bling" - Justin Bieber – "Sorry" - Kanye West – "Famous" | [ 38 ] [ 39 ] |
| 2017 | Kendrick Lamar                    | "Humble"                | - Alessia Cara – "Scars to Your Beautiful" - Bruno Mars – "24K Magic" - DJ Khaled (com Rihanna e Bryson Tiller) – "Wild Thoughts" - The Weeknd – "Reminder"                                            | [ 40 ]        |
| 2018 | Camila Cabello (com Young Thug)   | "Havana"                | - Ariana Grande – "No Tears Left to Cry" - Bruno Mars (com Cardi B) – "Finesse (Remix)" - Childish Gambino – "This Is America" - The Carters – "Apeshit"                                               | [ 41 ]        |
| 2019 | Taylor Swift                      | "You Need to Calm Down" | - Ariana Grande – "Thank U, Next" - Billie Eilish – "Bad Guy" - Jonas Brothers – "Sucker" - Lil Nas X (com Billy Ray Cyrus) – "Old Town Road" - 21 Savage (com J. Cole) – "A Lot"                      | [ 42 ]        |

### Década de 2020
| Ano  | Artista(s)                              | Obra                             | Nomeados | Ref.   |
| ---- | --------------------------------------- | -------------------------------- | --- | ------ |
| 2020 | The Weeknd                              | "Blinding Lights"                | - Billie Eilish – "Everything I Wanted" - Eminem (com part. de Juice Wrld) – "Godzilla" - Future (com part. de Drake) – "Life Is Good" - Lady Gaga com Ariana Grande – "Rain on Me" - Taylor Swift – "The Man"                                                      | [ 43 ] |
| 2021 | Lil Nas X                               | "Montero (Call Me by Your Name)" | - Cardi B (com part. de Megan Thee Stallion) – "WAP" - DJ Khaled (com part. de Drake) – "Popstar" (estrelando Justin Bieber) - Doja Cat (com part. de SZA) – "Kiss Me More" - Ed Sheeran – "Bad Habits" - The Weeknd – "Save Your Tears"                            | [ 44 ] |
| 2022 | Taylor Swift                            | All Too Well: The Short Film     | - Doja Cat – "Woman" - Drake (com part. de Future e Young Thug) – "Way 2 Sexy" - Ed Sheeran – "Shivers" - Harry Styles – "As It Was" - Lil Nas X e Jack Harlow – "Industry Baby" - Olivia Rodrigo – "Brutal"                                                        | [ 45 ] |
| 2023 | Taylor Swift                            | "Anti-Hero"                      | - Doja Cat – "Attention" - Miley Cyrus – "Flowers" - Nicki Minaj – "Super Freaky Girl" - Olivia Rodrigo – "Vampire" - Sam Smith e Kim Petras – "Unholy" - SZA – "Kill Bill"                                                                                         | [ 46 ] |
| 2024 | Taylor Swift (com part. de Post Malone) | "Fortnight"                      | - Ariana Grande – "We Can't Be Friends (Wait for Your Love)" - Billie Eilish – "Lunch" - Doja Cat – "Paint the Town Red" - Eminem – "Houdini" - SZA – "Snooze" | [ 47 ] |
| 2025 |                                         |                                  | - Ariana Grande – Brighter Days Ahead - Billie Eilish – "Birds of a Feather" - Kendrick Lamar – "Not Like Us" - Lady Gaga e Bruno Mars – "Die with a Smile" - Rosé e Bruno Mars – "Apt." - Sabrina Carpenter – "Manchild" - The Weeknd e Playboi Carti – "Timeless" | [ 48 ] |